# Marcel Lefebvre
Marcel-François Marie Lefebvre C.S.Sp. (Tourcoing, Francia, 29 de noviembre de 1905-Martigny, Suiza, 25 de marzo de 1991) fue un sacerdote y arzobispo católico francés.
Trabajó durante años como misionero espiritano en el África francófona. Participó como obispo en el Concilio Vaticano II, al que luego criticó por considerarlo como una ruptura con la tradición de la Iglesia católica.
En noviembre de 1970, Lefebvre fundó la Fraternidad Sacerdotal San Pío X con la aprobación del obispo de Friburgo. Opuesto a la reforma del ordinario de la misa y a las nuevas doctrinas emanadas del Vaticano II, en 1976 fue suspendido a divinis por Pablo VI y en 1988, alegando un estado de necesidad, pero contra la prohibición expresa de Juan Pablo II, consagró cuatro obispos. Inmediatamente, la Congregación para los Obispos de la Santa Sede emitió un decreto declarando que la consagración era un acto cismático y que, en consecuencia, tanto él como otros obispos participantes en la ceremonia, habían incurrido en la excomunión automática, de acuerdo con el derecho canónico. En 2009 el papa Benedicto XVI remitió estas excomuniones.

## Vida
Marcel Lafebvre nació en Tourcoing, una ciudad francesa cercana a la frontera belga, el 29 de noviembre de 1905. Hijo de un matrimonio piadoso formado por un fabricante textil llamado René Lefebvre y su mujer Gabrielle, Marcel es el tercero de ocho hermanos, cinco de los cuales entraron en religión: René y Marcel, con los padres espiritantos, Jeanne, en las religiosas reparadoras, Bernadette, futura fundadora de la hermanas de la Hermandad San Pío X y Christiane con el carmelo reformado.
Marcel cursó estudios en el Colegio del Sagrado Corazón de Tourcoing. Padeció la invasión alemana de su ciudad durante la Primera Guerra Mundial. Su padre debió huir en 1915 por ayudar a los prisioneros ingleses y franceses a pasar las líneas, por lo que la familia sufrió mucho su ausencia agravada con la escasez de bienes básicos.

### Sacerdote, religioso y obispo

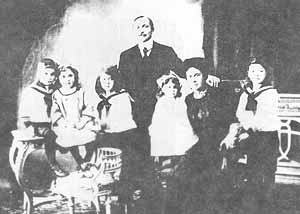
La familia Lefebvre en 1908. El futuro obispo Marcel está situado a la izquierda.

Cursó sus estudios de Filosofía y Teología en la Pontificia Universidad Gregoriana de Roma. Fue ordenado sacerdote en 1929 por Achille Liénart, arzobispo de Lille. Habiendo madurado en él la idea misionera y siguiendo los pasos de su hermano René, se unió a la Congregación del Espíritu Santo. Tras su noviciado, de solo un año de duración, hizo su profesión religiosa el 8 de septiembre de 1932. Posteriormente fue enviado a África, más concretamente a Gabón, donde se desempeñó como misionero en diversos lugares.
En 1939 regresó a Francia, pero durante el trayecto se declaró la Segunda Guerra Mundial. Al poco de desembarcar fue movilizado y enviado, esta vez como soldado, a África. Así con el tiempo justo para despedirse de su padre, al que no volvería a ver: arrestado en abril de 1942 por pasar información a Gran Bretaña, murió en el campo de concentración de Sonnenburg.

### Episcopado
Pío XII lo nombró obispo de Dakar, cargo que ejerció entre 1948 y 1962. El mismo Pío XII lo elevó posteriormente al rango de arzobispo y lo designó legado apostólico para toda el África francófona. A la muerte de Pío XII cesó como legado apostólico, conservando el arzobispado de Dakar. Con motivo de la promoción del clero nativo que impulsó Pío XII, Lefebvre dejó la cátedra de Dakar a su discípulo Hyacinthe Thiandoum. Las presiones de los obispos y cardenales franceses obligaron al papa Juan XXIII a dar a Lefebvre una pequeña diócesis[cita requerida], la diócesis de Tulle, en lugar de un arzobispado, aunque reconociéndole su dignidad de arzobispo. Las otras condiciones fueron que no podía pertenecer a la asamblea de los cardenales y arzobispos franceses (germen de la futura Conferencia de Obispos de Francia) y que estas condiciones no creasen un precedente o una costumbre para los futuros obispos de Francia.

### Concilio Vaticano II
En calidad de superior general de los Padres Espiritanos, fue llamado por Juan XXIII para formar parte de la Comisión Central Preparatoria del Concilio Vaticano II.
El arzobispo Lefebvre fue uno de los padres conciliares y pudo constatar lo conflictivas que estaban siendo sus sesiones. Fue uno de los prelados que se agruparon para oponerse a las ideas consideradas extremistas de la alianza de obispos centroeuropeos. Fundó junto a Don Antonio de Castro-Mayer, obispo de Campos (Brasil), Geraldo Proença Sigaud, obispo de Diamantina (Brasil) y Carli, obispo de Segni (Italia) el Cœtus Internationalis Patrum, al que se adhirieron 250 obispos, con el objeto de defender en el aula conciliar la doctrina y disciplina tradicional de la Iglesia. Esto le valió la oposición y enemistad con los obispos franceses y alemanes.

## La Fraternidad Sacerdotal San Pío X
Después de renunciar a su cargo de superior general de su congregación en 1968 y a iniciativa de un grupo de seminaristas descontentos con la orientación que habían tomado los seminarios a los que concurrían, en particular, el Seminario Francés de Roma, a cargo de los Padres Espiritanos, fundó en 1970 en Friburgo (Suiza), con la autorización del obispo del lugar, François Charrière, la Fraternidad Sacerdotal San Pío X. La casa de formación que primero funcionó en la Rue de la Vignettaz fue posteriormente trasladada a Écône (cantón del Vales, Suiza), donde la congregación tiene su principal instituto de formación sacerdotal.
Eligió para su organización sacerdotal el nombre del papa San Pío X, por haber sido este pontífice el que en su encíclica Pascendi condenó el «error del modernismo» propugnado desde finales del siglo XIX por algunos católicos que ponían todas las religiones en pie de igualdad mediante un sofisticado razonamiento teológico.
Debido a la creciente concurrencia de jóvenes deseosos de recibir una formación tradicional en el sacerdocio, rápidamente se granjeó la enemistad del episcopado francés, que llamaba al Seminario de Écône «seminario salvaje». Vencido el término de cinco años, durante el cual la existencia de la congregación es puesta a prueba de acuerdo con las normas canónicas, el sucesor de Charrière en la sede de Friburgo, Pierre Mamie, tras recibir una solicitud de Roma, no renovó el permiso para que la misma subsistiera, acto que posteriormente fue refrendado por una comisión de tres cardenales nombrada por Pablo VI.
En ese estado, Lefebvre interpuso un recurso suspensivo ante el Tribunal de la Signatura Apostólica, pero su presidente, el cardenal Dino Staffa, se negó a darle trámite respondiendo —según parece— a un pedido del Cardenal Jean-Marie Villot, entonces secretario de Estado de Pablo VI.
Dado que el recurso suspensivo de supresión estaba pendiente, Lefebvre consideró que, a falta de pronunciamiento sobre un recurso suspensivo, la medida de suprimir su congregación quedaba pendiente de resolución, y por lo tanto, su congregación continuaría existiendo hasta tanto la Santa Sede no se expidiese sobre el fondo del asunto.
Con ese razonamiento, no secundó el pedido que se le hiciera de cerrar el seminario y dispersar a los seminaristas, a los cuales prosiguió formando hasta las puertas del sacerdocio.

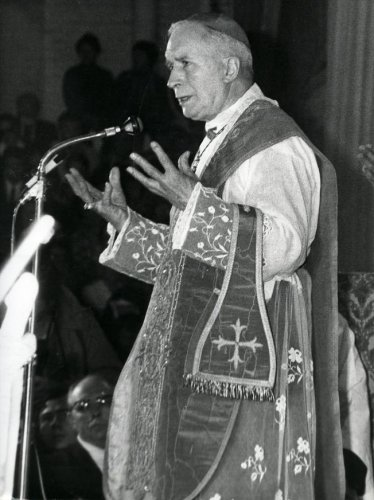
Lefebvre en 1976.

En 1976 recibió una monición canónica para que no procediera a la ordenación de la primera tanda de jóvenes formados en Écône, la cual desoída, hizo recaer sobre él la suspensión a divinis el 22 de julio de 1976. El 29 de agosto de 1976, Lefebvre celebró la Misa de Lille donde declaró: 

«No se puede dialogar con los masones o con los comunistas, no se dialoga con el diablo!»

En un acta que data del 1 de mayo de 1980, Monseñor Lefebvre concede a sus sacerdotes multitud de potestades y facultades canónicas o litúrgicas (entre los cuales: el "poder" de prescindir de ciertos impedimentos para el matrimonio y también los "poderes" de administrar el sacramento de la confirmación).

### Excomunión y conversaciones con Roma

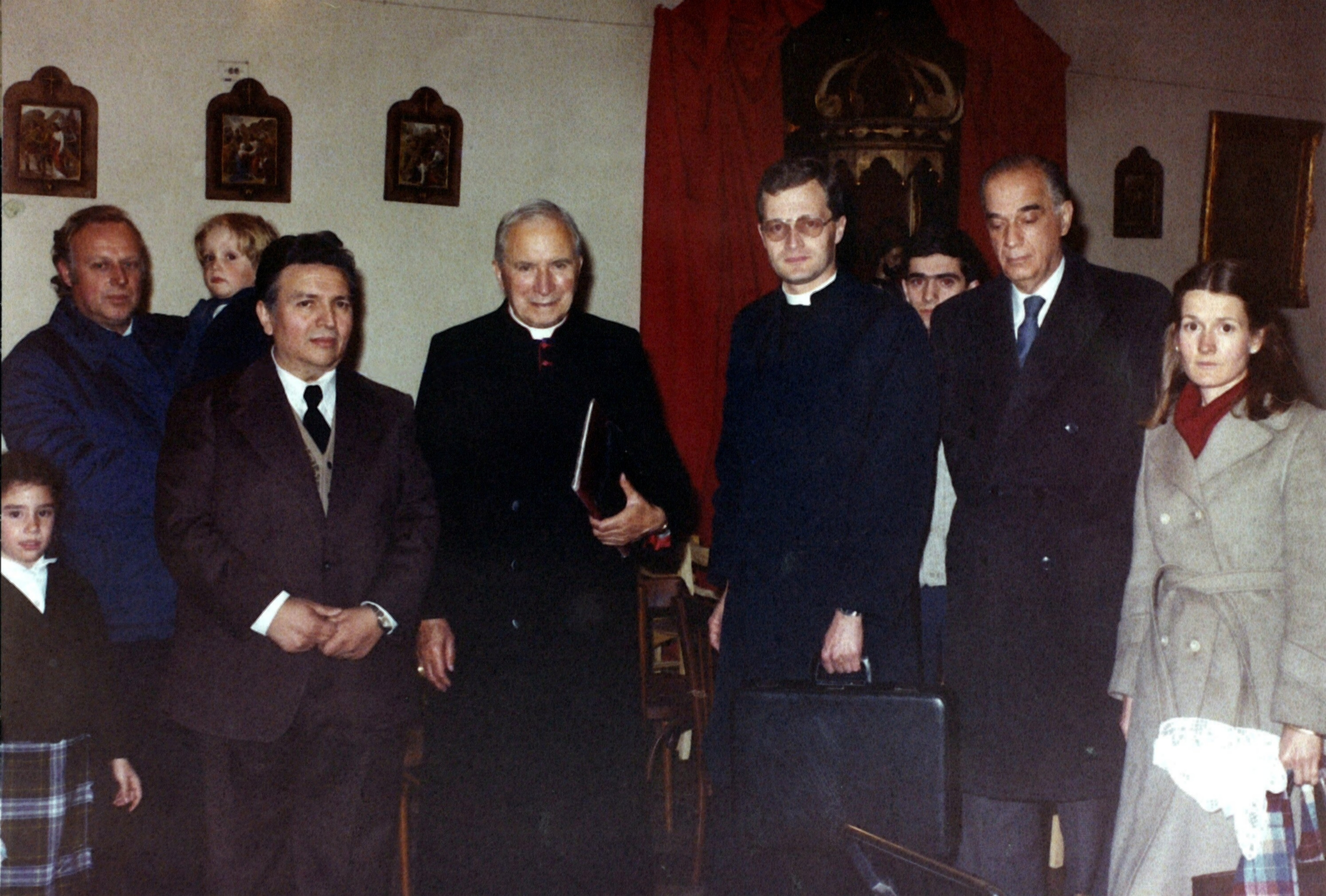
Marcel Lefebvre en Córdoba, Argentina, hacia 1980 junto con Jean Michel Faure, en aquel tiempo director del seminario de La Reja.

Consolidándose la situación en el tiempo, y por interposición de otros factores, tal el caso de la reunión ecuménica de Asís de 1986, Lefebvre, ya octogenario, avizora que se le acaba el tiempo para nombrar un sucesor en el episcopado que garantice la prosecución de su obra de sostén de la Tradición. Tras una serie de reuniones con autoridades romanas, durante cuyo transcurso se le aseguró que el papa Juan Pablo II no se oponía, en principio, a darle un sucesor[cita requerida], se bosquejó un proyecto de acuerdo. Una vez firmado el documento, el entonces cardenal Ratzinger le envió un subalterno para solicitar de él una carta pidiendo perdón al papa por lo que había hecho.
Tras su negativa a hacerlo, en el entendimiento de que no se ha de pedir perdón por «hacer lo que debe hacerse», se desdice del acuerdo y poco después, remitiéndose a aquella seguridad que se le había dado que el papa no se oponía a darle un sucesor[cita requerida], decide consagrar cuatro obispos escogidos de entre miembros de su congregación: los padres Alfonso de Galarreta (hispano-argentino), Bernard Fellay (suizo), Richard Williamson (inglés, converso del anglicanismo) y Bernard Tissier de Mallerais (francés).
Los puntos centrales de la controversia entre Lefebvre y la Santa Sede son esencialmente cuatro: la protestantización del nuevo ritual de la misa, el ecumenismo, la libertad religiosa y la colegialidad.
El papa Juan Pablo II afirmó públicamente que Lefebvre incurrió en excomunión latae sententiae, al realizar un acto formalmente cismático. En su carta apostólica «Ecclesia Dei», escrita el 2 de julio de 1988 en forma de motu proprio, decía:

Ese acto ha sido en sí mismo una desobediencia al Romano Pontífice en materia gravísima y de capital importancia para la unidad de la Iglesia, como es la ordenación de obispos, por medio de la cual se mantiene sacramentalmente la sucesión apostólica. Por ello, esa desobediencia —que lleva consigo un verdadero rechazo del Primado romano— constituye un acto cismático. Al realizar ese acto, a pesar del monitum público que le hizo el cardenal Prefecto de la Congregación para los Obispos el pasado día 17 de junio, el reverendísimo mons. Lefebvre y los sacerdotes Bernard Fellay, Bernard Tissier de Mallerais, Richard Williamson y Alfonso de Galarreta, han incurrido en la grave pena de excomunión prevista por la disciplina eclesiástica.

El papa también advirtió en aquel momento de que los fieles podían incurrir en cisma en caso de que se adhirieran formalmente a este movimiento. No obstante, años después se produjo un acercamiento. La posición oficial de la Iglesia católica en lo referente a la situación canónica de la Fraternidad San Pío X, recogida en las declaraciones del cardenal Darío Castrillón Hoyos, prefecto de la Sagrada Congregación para el Clero y presidente de la Comisión Pontificia Ecclesia Dei, en entrevista a la revista 30 Giorni, es que «no se trata de un cisma formal». De igual manera, en entrevista concedida al canal 5 de Italia el 13 de noviembre de 2005 indicaba:

No se puede decir en términos correctos, exactos y precisos, que existe un cisma. Hay una actitud cismática en el hecho de consagrar obispos sin mandato pontificio. Ellos están dentro de la Iglesia. Existe únicamente el hecho de que una total, más perfecta comunión está faltando —como quedó afirmado durante la reunión con el Obispo Fellay— una comunión más plena, porque la comunión existe.

El hecho de que no exista cisma formal no significa que las excomuniones no fuesen válidas, sino que no existía la intención de separarse de Roma, intención que es necesaria para que se declare un verdadero cisma. La posición de la Fraternidad San Pío X ha sido siempre de obediencia y sujeción al romano pontífice en todo lo que es magisterio infalible, aunque resisten las orientaciones pastorales que se han realizado después del Concilio Vaticano II, cosa que por sí misma no constituye negación de ningún dogma de fe. El problema entre la Santa Sede y la Fraternidad San Pío X es, por tanto, de materia disciplinar, no dogmática.
Con todo, las excomuniones a los cuatro obispos ordenados por Lefebvre siguieron en pie hasta el 24 de enero de 2009, cuando el papa Benedicto XVI levantó la excomunión a los cuatro obispos. Benedicto XVI, según un comunicado de la Santa Sede, decidió levantar la excomunión a los cuatro obispos tradicionalistas «tras un proceso de diálogo» y después de que el pasado 15 de diciembre el obispo Bernard Fellay SPX, en su calidad de superior general de la congregación, enviase una carta a la Santa Sede, en nombre propio y de los otros tres prelados, en la que le expresaba el deseo de permanecer fieles a la Iglesia romana y al papa. Continuando la línea de aproximación en el aspecto disciplinar, aunque no en el doctrinal, el papa Francisco ha dado facultades a sus sacerdotes, si bien la Fraternidad aun no ha sido reconocida plenamente por la Iglesia y las conversaciones continúan, toda vez que la FSSPX se muestra extremadamente crítica con el pontificado de Francisco.

### Fallecimiento
Monseñor Marcel Lefebvre falleció el 25 de marzo de 1991, durante la Semana Santa, en Martigny, Suiza. Sus restos fueron inhumados en las criptas del Seminario de Écône, bajo la leyenda que él mismo deseaba fuese escrita sobre su tumba: Tradidi quod et accepi («he transmitido lo que recibí»). El 24 de septiembre de 2020, su cuerpo fue exhumado y trasladado a la iglesia del Inmaculado Corazón de María, en el mismo seminario.

## Su obra y escritos
En opinión de Lefebvre, hay tres posturas que se abren paso dentro del catolicismo a través del Concilio Vaticano II y que hasta ese momento no solo contradecían la doctrina uniformemente profesada por la Iglesia católica, sino que incluso estaban condenadas:
- La libertad religiosa: la Iglesia abandonaría su bimilenaria vocación misionera y desalienta en sus miembros la labor proselitista, por lo que se recomienda a los potenciales conversos a permanecer en su fe.
- La colegialidad: la Iglesia no sería ya una monarquía, sino una democracia donde la voluntad de la mayoría gobierna a través de un estado de «concilio permanente».
- El ecumenismo: todos los credos —incluso los no cristianos, animistas o paganos— serían iguales y agradarían al único Dios, principio base de la Reunión de Asís de 1986 y sus secuelas.

Estos tres principios se correspondían, según Lefebvre, con los principios masónico-liberales de la Revolución Francesa, representados por el lema «libertad, igualdad, fraternidad». El concepto de «libertad» habría llevado a la Declaración sobre la libertad religiosa; la idea de «igualdad» habría conducido a la doctrina conciliar de la colegialidad de los obispos; mientras que la de «fraternidad» habría desembocado en el Decreto sobre el ecumenismo.
El 21 de noviembre de 1974 hizo una declaración que puede considerarse como el manifiesto que guio a la hermandad fundada por él.
Monseñor Lefebvre consideraba que el liberalismo democrático y el protestantismo eran en realidad una misma cosa. En su rebelión a la jerarquía eclesiástica planteaba el siguiente dilema:

Una de dos: obedecer (al Papa) con riesgo de perder la fe, o desobedecer y mantener intacta la fe; obedecer y colaborar en la destrucción de la Iglesia, o desobedecer y trabajar en el mantenimiento y continuación de la Iglesia; aceptar una Iglesia reformada y liberal, o pertenecer a la Iglesia Católica.

Lefebvre criticó con dureza, en sus escritos, a los papas del Concilio Vaticano II, acusándolos de heterodoxia, y de realizar acciones perjudiciales para el bien de la Iglesia católica. En su obra Itinerario espiritual siguiendo a Santo Tomás de Aquino en su Suma teológica, el arzobispo expresó lo siguiente:

«El Papa actual [Juan Pablo II] y estos obispos ya no trasmiten a Nuestro Señor Jesucristo, sino una religiosidad sentimental, superficial, carismática, por la cual ya no pasa la verdadera gracia del Espíritu Santo en su conjunto. Esta nueva religión no es la religión católica; es estéril, incapaz de santificar la sociedad y la familia».

«Es evidente que si muchos obispos hubieran actuado como Monseñor de Castro Mayer, obispo de Campos en Brasil, la Revolución ideológica dentro de la Iglesia habría podido ser limitada, pues no hay que tener miedo de afirmar que las autoridades romanas actuales, desde Juan XXIII y Pablo VI, se han hecho colaboradoras activas de la Masonería judía internacional y del socialismo mundial. Juan Pablo II es ante todo un político filocomunista al servicio de un comunismo mundial con tinte religioso. Ataca abiertamente a todos los gobiernos anticomunistas y no aporta con sus viajes ninguna renovación católica».

«El mal del Concilio es la ignorancia de Jesucristo y de su Reino. Es el mal de los ángeles malos, el mal que encamina al infierno».

Su convencimiento de que las máximas autoridades de la Iglesia eran heterodoxas, fue determinante en su decisión de llevar a cabo la consagración de obispos de 1988:

«Muy queridos amigos, estando la Sede de Pedro y los puestos de autoridad de Roma ocupados por anticristos, la destrucción del Reino de Nuestro Señor se produce aceleradamente… Me veo obligado, pues, por la Providencia divina a transmitir la gracia del episcopado que yo he recibido, con el fin de que la Iglesia y el sacerdocio católico continúen subsistiendo».
«Roma ha perdido la fe, Roma está en la apostasía, no es posible poner la confianza en ese mundo».

«No se puede seguir a esa gente, es la apostasía, no creen en la divinidad de Nuestro Señor Jesucristo… Procedamos a la consagración [de Obispos]».

Aunque Lefebvre no llegó a abrazar el sedevacantismo (antes bien expulsó de la FSSPX a varios sacerdotes de esta tendencia), sin embargo hizo declaraciones públicas donde se mostró abierto a considerar la hipótesis sedevacantista como una posibilidad real. En Ecône, durante la solemnidad del domingo de Pascua de 1986, Lefebvre hizo la siguiente afirmación:

«Nos encontramos verdaderamente frente a un dilema gravísimo, que creo no se planteó jamás en la Iglesia: que quien está sentado en la Sede de Pedro participe en cultos de falsos dioses; creo que esto no sucedió jamás en toda la historia de la Iglesia.

¿Qué conclusión deberemos quizás sacar dentro de algunos meses ante estos actos repetidos de comunicación con falsos cultos? No lo sé. Me lo pregunto. Pero es posible que estemos en la obligación de creer que este Papa [Juan Pablo II] no es Papa. No quiero decirlo aún de una manera solemne y formal, pero parece, sí, a primera vista, que es imposible que un Papa sea hereje pública y formalmente».

Mons. Lefebvre también rechazó con vehemencia los ritos litúrgicos aprobados por el papa Pablo VI, realizando una crítica virulenta hacia los mismos, llegando incluso a dudar de que esos ritos pudieran transmitir la gracia sacramental:

«Todos los papas repudiaron el casamiento de la Iglesia con la revolución que sería una unión adúltera, y de una unión adúltera no pueden nacer sino bastardos. El rito de la misa nueva es un rito bastardo, los sacramentos son sacramentos bastardos, ya no sabemos si son sacramentos que dan la gracia o que no la dan. Los sacerdotes que salen de los seminarios son sacerdotes bastardos pues no saben lo que son; no saben que están hechos para subir al altar, ofrecer el sacrificio de Nuestro Señor Jesucristo y dar a Jesucristo las almas».

## Controversia en torno a sus tesis
Según algunos objetores de monseñor Lefebvre, la negación de la validez y ortodoxia del Concilio Vaticano II sería en sí misma antitradicional, ya que contradiría la fe en que los concilios de la Iglesia están protegidos por el Espíritu Santo. De acuerdo con José María Iraburu, oponerse al Vaticano II sería contrario a la tradición de la Iglesia; afirmar que no es un concilio ortodoxo, implicaría sostener que el Espíritu Santo no tomó parte en él, y que, por tanto, el papa Juan XXIII habría cometido un error al impulsarlo, y Pablo VI otro al aprobar sus decretos. Según este autor, ello querría decir que Dios abandonó a la Iglesia al arbitrio humano, lo que sería opuesto a la doctrina de la infalibilidad de los concilios ecuménicos.
A este respecto, Marcel Lefebvre sostuvo que el Concilio Vaticano II no había enseñado ninguna nueva verdad de fe o costumbres, sino que había socavado las verdades de fe ya enseñadas anteriormente, además de haber aprobado enseñanzas erróneas (libertad religiosa, ecumenismo, etc.), todo ello valiéndose de engaños y contradicciones, como el preámbulo de la declaración Dignitatis Humanae. También aseguró que la reforma litúrgica postconciliar perjudicó gravemente a la Iglesia, pues habría menoscabado la naturaleza sacrificial y propiciatoria de la misa que había definido el Concilio de Trento.
Entre los autores que respondieron a las objeciones planteadas por los seguidores de Lefebvre, afirmando la continuidad y ortodoxia del Concilio Vaticano II, pueden citarse el P. José María Iraburu, Fernando Arêas Rifan, P. Buela, o el P. William G. Most.
Los seguidores de Lefebvre consideran que afirmar la infalibilidad en su conjunto del Concilio Vaticano II —que no se declaró dogmático sino pastoral—, implicaría negar la infalibilidad de papas como Gregorio XVI, Pío IX, León XIII, Pío X, etc., que condenaron de manera formal y solemne el liberalismo en sus diferentes formas (entre ellas la libertad de cultos, que tendría como consecuencia el indiferentismo religioso, o la separación Iglesia-Estado, que provocaría la secularización y descristianización de la sociedad), y puesto que el Concilio Vaticano II habría puesto además en entredicho el dogma católico Extra Ecclesiam nulla salus (fuera de la Iglesia no hay salvación), afirmar su infalibilidad en estas cuestiones llevaría a la conclusión de que la Iglesia estuvo errada durante siglos, de manera que no habría motivo para pensar que no lo está ahora igualmente. Los lefebvristas además ponen el ejemplo de un concilio ecuménico anterior, el Concilio de Constanza, que supuestamente habría aprobado una declaración condenada posteriormente como herética por la Iglesia porque afirmaba la supremacía del Concilio sobre el romano pontífice.
La postura oficial del papa Pablo VI, en relación con esta controversia, fue la de afirmar la continuidad del Concilio Vaticano II con el magisterio precedente, y denunciar lo que consideraban un concepto erróneo de Magisterio y Tradición, presente en los postulados de Lefebvre. En ese mismo sentido se pronunció Juan Pablo II, que incidió además en el carácter «vivo» de la Tradición, mientras que el cardenal Ratzinger manifestó que la postura de Lefebvre era «ilógica y descabellada» por pretender limitar la obediencia al Papa solo hasta Pío XII y afirmó que la solución a este caso era «mostrar el verdadero rostro del Concilio» frente a «la arbitrariedad y la imprudencia de ciertas interpretaciones posconciliares».

## Obras

###### Libros
- Le destronaron. Del liberalismo a la apostasía. La tragedia conciliar.
- Carta abierta a los católicos perplejos.
- Soy yo, el acusado, quien tendría que juzgarlos.
- Itinerario espiritual. El Misterio de Nuestro Señor Jesucristo.
- La Misa de siempre.
- La vida espiritual.

Además, ha escrito multitud de cartas pastorales publicadas entre 1947 y 1968. 

#### Obra y sermonario
- LEFEBVRE, Marcel; traducción: Alberto Luis Bixio (mayo de 1987). Carta abierta a los católicos perplejos (2ª edición). Buenos Aires: EMECÉ editores. ISBN 950-04-0511-3.
- LEFEBVRE, Marcel; José Miguel Gambra, Clara San Miguel, Irene Gambra (1980).  Madrid: Vassallo de Mumbert, ed. Mons. Lefebvre Vida y pensamiento de un obispo católico. ISBN 84-7335-036-7.

#### Enfrancés
- GAUCHER, Roland (1976). Monseigneur Lefebvre: combat pour l'Église. París: Éditions Albatros.
- CONGAR, Yves (1977). La Crise dans l'Église et Mgr Lefebvre. París: Éditions du Cerf. ISBN 2-204-01115-0.
- GOUDET, Jacques (1978). Le Cas Mgr Lefebvre. Lyon: Éditions l'Hermès. ISBN 2-85934-026-2.
- HOUANG, François (1978). Les Realités de Vatican II et les désirs de Monseigneur Lefebvre. París: Fayard. ISBN 2-213-00578-8.
- MARZIAC, Jean-Jacques (1979). Monseigneur Lefebvre I: Soleil levant ou couchant: Mystères joyeux. París: Nouvelles Éditions latines. ISBN 2-7233-0085-4.
- MARCHAL, Denis (1988). Mgr Lefebvre: vingt ans de combat pour le sacerdoce et la foi 1967-1987. París: Nouvelles Éditions latines.
- MARZIAC, Jean-Jacques (1989). Moneigneur Lefebvre II: Des Évêques français contre Monseigneur Lefebvre: mystères doloureux. Broût-Vernet: Fideliter. ISBN 2-903122-44-X.
- BRIGNEAU, François (1991). Pour saluer Mgr Lefebvre. París: Publications F.B.
- HÉDUY, Philippe (1991). Monseigneur Lefebvre et la Fraternité. París: Fideliter. ISBN 2-903122-46-6.
- TISSIER DE MALLERAIS, Bernard (2002). Marcel Lefebvre: une vie. Étampes: Éditions Clovis. ISBN 2-912642-82-5.

#### Encastellano
- LEFEBVRE, Mn. MARCEL; traducción: José Mª Mestre (diciembre de 2001). La pequeña historia de mi larga historia - Vida de Monseñor Lefebvre contada por él mismo. Buenos Aires: Ed. Fundación San Pío X. ISBN ISBN 750-99434-4-4 |isbn= incorrecto (ayuda).
- Bernard Tissier de Mallerais, Marcel Lefebvre. La biografía. Colección Biografías 3. Editorial Actas 2012, San Sebastián de los Reyes (Madrid). Traducción del original francés. 895 páginas y varias decenas de fotos. ISBN 978-84-9739-123-8